# .biz
.biz是互联网的通用顶级域之一，属于商业域名，名稱來自於「商業」的英文「business」第一個音節的發音。它是為了某些想要好的域名的需求而被創造出來的，有些好的域名已經被以.com的通用顶级域登記了，而.biz則提供其另一個商業域名的選擇。

## 參见
- .bz